# Ambattur
Ambattur (en tamil: அம்பத்தூர் ) es una localidad de la India en el distrito de Tiruvallur, estado de Tamil Nadu.

## Geografía
Se encuentra a una altitud de 16 m.s.m. a 15 km de la capital estatal, Chennai, en la zona horaria UTC +5:30.

## Demografía
Según estimación 2010 contaba con una población de 413 495 habitantes.